# Marion Ryan
Marion Ryan (* 4. Februar 1931 in Middlesbrough, Yorkshire, England; † 15. Januar 1999 in Boca Raton, Florida, USA) war eine britische Sängerin, die besonders Ende der 1950er und in den frühen 1960er Jahren Erfolge feiern konnte. Sie war die Mutter der Popsänger Paul und Barry Ryan.
Ryan sang für die Bigband von Edmundo Ros und für Ray Ellingtons Quartett, für Joe Meek und John Barry. Dabei wurde sie fürs Fernsehen entdeckt. Sie wurde die ständige Sängerin und Moderatorin der BBC-Show Spot the Tune. Sie nahm für Pye Nixa Records Schallplatten auf, darunter auch Couple of Crazy Kids als Duett mit Gary Miller. Sie hatte jedoch nie einen größeren Erfolg mit ihren Singles – mit einer Ausnahme: Im Januar 1958 kletterte ihr Love Me Forever, aufgenommen mit dem Orchester Peter Knight, in den britischen Charts bis auf Platz 5.
Ihrer ersten Ehe mit Lloyd Sapherson entstammten die eineiigen Zwillinge Paul und Barry. 1967 heiratete sie den US-amerikanischen Showbusiness-Impresario Harold Davidson. Sie beendete danach ihre Gesangskarriere, die zu dieser Zeit bereits ihren Zenit überschritten hatte.
Marion Ryan starb kurz vor ihrem 68. Geburtstag an Herzversagen infolge einer Lungenentzündung.